# Jose Zepeda
José Zepeda est un boxeur professionnel américano-mexicain né à Long Beach en Californie le 24 mai 1989. Il a concouru pour le titre des poids légers WBO en 2015 et deux fois pour le titre des poids super-légers WBC en 2019 et 2022.

## Carrière professionnelle
José entame sa carrière professionnelle en 2009. En décembre 2010, il commence à travailler avec le célèbre entraîneur de boxe Robert Alcazar, ancien entraîneur du champion du monde Oscar de la Hoya. En juillet 2013, il affronte l'ancien prétendant au titre mondial Ricardo Dominguez et gagne par arrêt de l'arbitre au 3e round.
Le 11 juillet 2015, Zepeda combat Terry Flanagan à Manchester pour le titre vacant WBO des poids légers. Il se blesse à l'épaule en lançant un coup de poing au deuxième round. Le combat est alors arrêté à la fin du round en raison de sa blessure, l'arbitre accordant la victoire à Flanagan par abandon.
En février 2019, il défie sans succès le champion WBC des poids super-légers José Ramirez pour son titre, perdant une décision majoritaire dans un combat très disputé.
Lors de son combat contre José Pedraza, Zepeda démarre fort et prend rapidement l'avantage au tableau d'affichage. Pedraza se montre plus à son avantage dès le cinquième round mais Zepeda s'avère finalement plus fort que son adversaire et remporte une victoire nette par décision unanime.
Le 3 octobre 2020, il bat Ivan Baranchyk par KO au cinquième round et remporte le titre vacant WBC Silver des poids super-légers. Ce combat est élu combat de l'année 2020. Jose Zepeda conserve ce titre en 2021 contre Henry Lundy puis Josue Vargas.
Le 23 mars 2024 à Sheffield, en Angleterre, Zepeda affronte Dalton Smith,. Il perd le combat par KO au cinquième round après avoir été touché par un coup au corps.

## Distinction
- Zepeda - Baranchyk est élu combat de l’année en 2020 par Ring Magazine.